# Голинчинці
Голи́нчинці (поль. Gołączyńce Wielkie)— село в Україні, у Джуринській сільській громаді Жмеринського району Вінницької області. Населення становить 1070 осіб.

## Назва
Одна з версій походження назви: "село згадується у другій половині XVIII ст. під назвою Гала. Невдовзі Гала з’єдналася з селом Ченці, від чого й пішла назва Голинчинці".Інша версія- назва походить від словосполучення "голі ченці"-див. розділ "Легенди".

## Історія
З 1627 року разом з селом Малі Голинчинці (або Ксьондзівка, нині Вербівка) належало до монастиря домініканців у Мурафі згідно з волею Ядвиги з Бучача Белзської.
У 1640 році в привілеї, наданому польським королем Владиславом ІV, за проханням отців домініканів, на розбудову на землях с. Старі Галічинці (Stare Galichyńce) містечка під назвою Пилява, згадуються і Голінчинці (Голянчинці Великі).
У 1883 році налічувало 468 мешканців.Мало велику церкву.
За часів СРСР у селі знаходився колгосп ім В.Леніна, який спеціалізувався на відгодівлі великої рогатої худоби.
Станом на 1972 рік у селі проживало 2238 чол., працювали середня школа, бібліотека, клуб, фельдшерсько-акушерський пункт.

## Йосафатова долина
Приблизно на відстані 3,5-4 км від села знаходиться православна святиня, названа Йосафатовою долиною, по аналогії з місцем біля Єрусалиму, де має відбутися Страшний Суд. Інша назва - Долина Хрестів. Починаючи з 1923 року, після об'явленя Діви Марії тутешнім мешканцям-пастуху Якову Мисику і дівчинці Христині, віруючі, на чолі з священником о.Тихоном Петринським, почали встановлювати у долині хрести. Спочатку хрести установили жителі сусідніх селищ Русави, Попелівки, Ксьондзівки, Шпикова, Рахнова, Зведенівки і Джурина, потім-більш віддалених районів.Незважаючи на утиски з боку радянської влади та знищення хрестів, рух не припинявся. Загальна кількість паломників досягла 1,5 млн.осіб, кількість хрестів - бл.17 тис. У листопаді 1923 року  були заарештовані 50 жителів села. Яків Мисик помер у тюрмі від катувань, інших звільнили у січні 1924 року. 21 червня 1925 року у Вінниці почалася «Справа про хрести на Йосафатовой долині». На лаві підсудних опинилося 9 священиків і 18 мирян. Обвинувачуваних засудили на різні терміни примусових робіт. Поступово пам'ятка занепала і була забута. Відновлення відбулося після розпаду СРСР стараннями уродженця села І.А.Залецького. З 15 серпня 2006 року у Долині Хрестів відбуваються ходи прочан, встановлено кілька сотень хрестів, облаштовано колодязь, є джерело.Кількість прочан досягає 10 тис.15 вересня 2019 року у Йосафатовій долині встановили хрест учасники АТО. 23 вересня 2019 розміщено оголошення про проведення будівництва купальні та зони відпочинку на Йосафатовій долині в с.Звежденівка Шаргородського району Вінницької області.

## Легенди
Легенди розповідають, що у 17 столітті, коли Поділля знаходилось під владою Османської імперії,  православні із навколишніх сіл, рятуючись від утисків, ішли до чоловічого монастиря у Шаргороді. Одного дня уві сні Божа Матір благословила монахів «іти на вранішню зорю», тобто на схід. Ченці та миряни ішли три дні і нарешті зупинилися в урочищі біля кринички. Саме тут після вечірньої молитви, під час сну, ченці знову побачили Божу Матір, яка благословляла околиці. Після об'явлення  ченці заснували тут свою обитель. Легенда пояснює назву села Голинчинці від «Голі ченці», тому що ченці були голі та обдерті. Крім Голинчинців  довкола долини з'явилося ще три села, а саму долину прозвали за аналогією до біблійної — Йосафатовою (благословенною).
Детальніше про ці події, а також про нинішні дні тих країв можна прочитати в книзі журналіста, письменника, вихідця з сусіднього із Голинченцями села Джурин, (колишнього центру однойменного району) Олександра Горобця «Родинна колиска — Джурин», яка вийшла друком наприкінці 2008 року.
Ходить також інша легенда. Коли турки захопили Шаргород, вони почали грабувати населення не зважаючи бідняк ти, чи багатій. Був там заможний єврей який тримав високий чин у Шаргороді. Чи то податки збирав, чи торгівлю впорядковував достовірно вже не відомо. Одне було ясно мав він великі статки і багато золота. Хтось доніс туркам, що вони можуть поживитися на добрі цієї людини. З свого боку єврей був не дурний і мав інформаторів між турками, які його сповістили про загрозу втратити життя і майно. Треба було щось робити і вихід знайшовся. Тікати. Так зібравши родину і оголосивши про наміри вони рушили в дорогу лишивши дім, прислугу, худобу, а також посаду яку займав. Ні авжеж він взяв самих вірних слуг яким довіряв. Щоб турки не кинулись в погоню він серед товаришів розповсюдив чутку ніби тікаючи перепливав на плоті річку і втопися разом з родиною і золотом. Турки почувши новину плюнули на це діло розграбували будинок забрали худобу і забули про нього. Тим часом єврей переодягнувся в лахміття і переодягнувши близьких рухались пішки третій день. Ось настала ніч і всі полягали спати. Не спав тільки власник золота. Його мучили страхи за життя родини. І він вирішив закопати золото під маленьким дубком на галявині, щоб не було у нього нічого коли піймають турки. Зараз дубу тому триста років, але золота під ним нема, бо його давно викопали євреї та вивезли до Ізраїлю. Прокинувшись вранці вони знову рушили в дорогу. По обіді сіли відпочити на галявині, де всіх зачарувала природна краса місцевості. Порадившись, вирішили тут жити. Люд, який жив по-сусідству, не міг не помітити нових мешканців. Почали ставити питання, а хто, а звідки? Щоб зберегти конспірацію вони розповідали ніби є монахами. Насправді єврей був з гумором і вклав в назву села подвійне значення. Назва Голинчинці звучить як голий ченець, насправді із слова викинули букву «д». Тому дійсна назва села Голдчинці, що означає «золотий чиновник». Gold(голд) — німецькою золото.